# نزع مديجزري

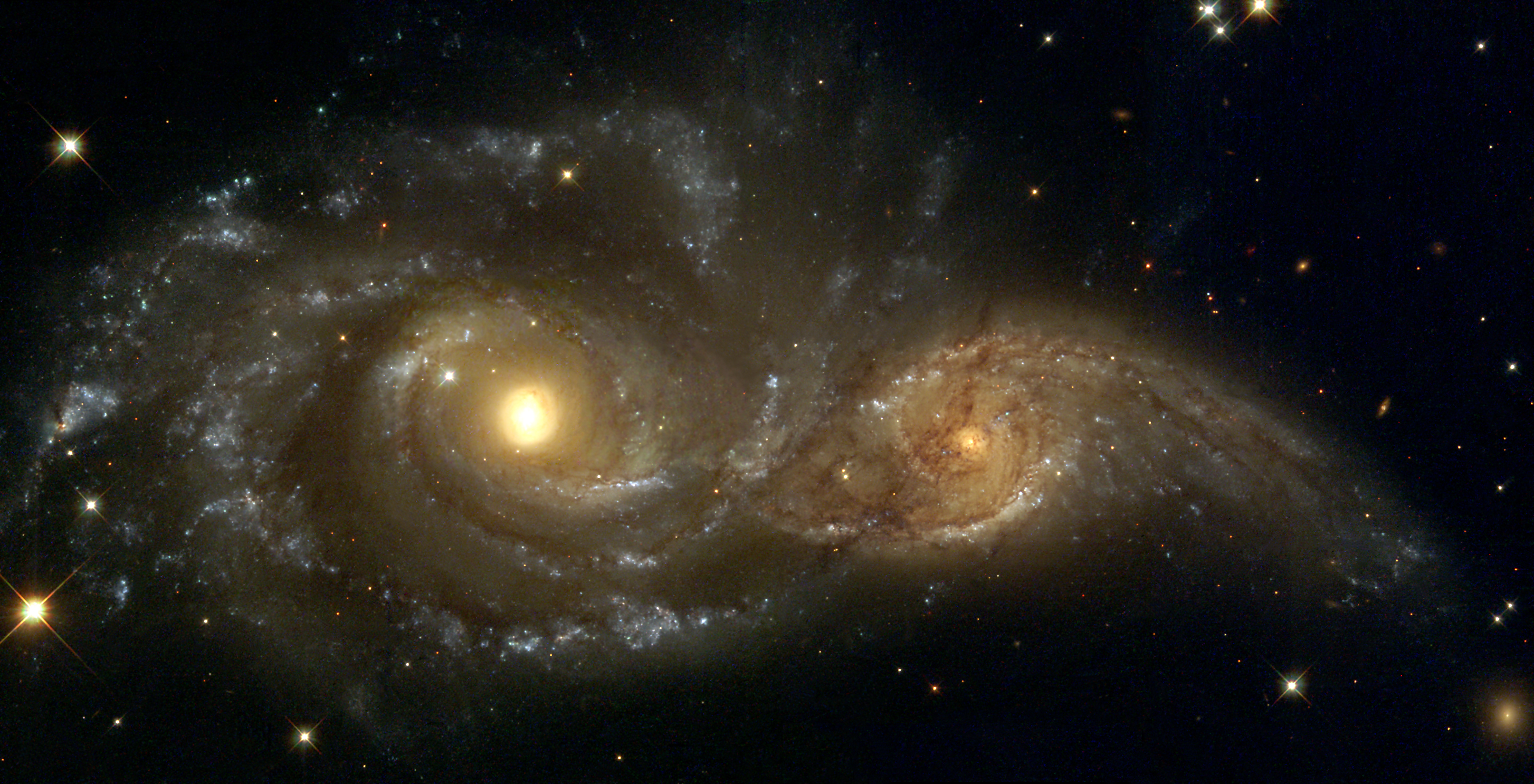
المجرة إن جي سي 2207 تنزع نجوما ومادة من المجرة الصغيرة أي سي 2163.

يحدث النزع المديجزري في علم الفلك (بالإنجليزية: Tidal stripping ) عندما تسحب أو تنزع مجرة كبيرة نجوما ومادة نجومية من أحد المجرات الصغيرة .حيث تتغلب قوة الجاذبية للجسم (غالبا المجرة الأكبر ) على قوة الجاذبية التي تحافظ على ترابط اجرام المجرة الأصغر وهذا يؤدي إلى تشكل ذيول المواد (الغازية / أو النجوم). .في الصورة نرى المجرتين إن جي سي 2207 و أي سي 2163 خلال عملية النزع المديجزري  ، حيث تقوم قوة الثقالة بدورها.